# Руссу, Виктория Сергеевна
Виктория Сергеевна Руссу (род. 16 февраля 1999 года, Нягань, Ханты-Мансийский автономный округ) — российская волейболистка, диагональная нападающая.

## Биография
Родилась 16 февраля 1999 года в Нягани. Детство провела в Югорске, где в 9 лет начала заниматься волейболом в местной ДЮСШ «Смена».
После переезда в Омск в сезоне 2015—2016 выступала в составе клуба «Омичка». В 2016 году перешла с молодёжную команду «Подмосковье», а затем стала выступать за «Заречье-Одинцово».
В составе молодёжной сборной России стала чемпионкой Европы 2016 года и серебряным призёром чемпионата мира 2017 года. В составе студенческой сборной России стала двукратной чемпионкой Универсиад 2017 и 2019 годов, за что была отмечена благодарностью Президента Российской Федерации.
В 2019 году в составе сборной России участвовала в Лиге наций.
С 2020 по 2021 год выступала за «Протон». С 2021 года по 2023 играла в румынской команде «Альба-Блаж».
В 2023—2024 выступала за французский клуб «Волеро Ле-Канне», а в 2024—2025 за челябинский «Динамо-Метар». В 2025 заключила контракт с ВК «Ленинградка».

## Достижения

### Клубные
- двукратная чемпионка Румынии — 2022, 2023.
- победитель розыгрыша Кубка Румынии 2022.
- обладатель Суперкубка Румынии 2021.
- обладатель Суперкубка Франции 2023.

- серебряный призёр розыгрыша Кубка ЕКВ 2023.

### Со сборными
- Чемпионка Европы среди молодёжных команд 2016.
- Серебряный призёр чемпионата мира среди молодёжных команд 2017.
- Двукратная чемпионка Универсиад — 2017, 2019.